# Copromyxa
Copromyxa — рід грибоподібних організмів родини Copromyxaceae. Описано 1884 року.

## Класифікація
До роду Copromyxa відносили 3 види:
- Copromyxa arborescens
- Copromyxa protea
- Copromyxa xylophagum (invalid[1])

Рід розглядали у складі акразіомікотових слизовиків і разом із ними включали до грибів.
Наприкінці XX-го сторіччя, із впровадженням цитологічних і біохімічних методів дослідження, акразіомікотових перекласифікували до дискокристат.
Молекулярно-філогенетичні дослідження виду Copromyxa protea на початку XXI сторіччя призвели до висновку, що рід Compromixa має бути виділено зі складу акразіомікотових і перенесено до класу Tubulinea, який входить до супергрупи амебозоїв. До роду запропонували включити вид Hartmannella cantabrigiensis.